# Иботеновая кислота
Иботе́новая кислота́ — органическая кислота, химическое соединение, в природе содержится в плодовых телах некоторых видов мухоморов. Наряду с мусцимолом — одно из главных действующих веществ мухоморов красного, пантерного и некоторых других видов. Обладает психоактивным действием, также наличием иботеновой кислоты и мусцимола объясняют[кто?] инсектицидное действие мухоморов. По химической структуре — аминокислота, содержащая гетероциклическое ядро изоксазола; может существовать в виде двух таутомеров (гидрокси- и оксо-формы). Впервые выделена японскими исследователями в 1964 году, в том же году была определена химическая структура; в 1965 году впервые искусственно синтезирована.
Применяется в экспериментальной нейрофизиологии.

## Названия
Тривиальное название «иботеновая кислота» (англ. ibotenic acid) дано по японскому названию одного из видов ядовитых мухоморов  (яп. イボテングタケ иботэнгутакэ). Этот гриб морфологически близок к мухомору пантерному (Amanita pantherina) и считался его разновидностью, в 2002 году был описан как самостоятельный вид A. ibotengutake.
Названия по номенклатуре ИЮПАК:
- Амино-(3-гидроксиизоксазол-5-ил)-уксусная кислота (гидрокси-таутомер)
- Амино-(3-оксо-2,3-дигидроизоксазол-5-ил)-уксусная кислота (оксо-таутомер)

Другие систематические названия:
- α-Амино-3-гидрокси-5-изоксазолуксусная кислота (гидрокси-таутомер)
- α-Амино-2,3-дигидро-3-оксо-5-изоксазолуксусная кислота (оксо-таутомер)

## Свойства
Бесцветное гигроскопичное кристаллическое вещество, растворимо в воде (1 мг/мл) и метаноле; как амфотерное соединение реагирует с растворами кислот и щелочей (растворимость в 0,1 М NaOH — 10,7 мг/мл, в 0,1 М HCl — 4,7 мг/мл). Кристаллизуется в безводном виде или в виде моногидрата (C5H6N2O4·H2O), температура плавления 151—152 °C (безводного), 144—146 °C (гидрата).

## Физиологическое действие
Острая токсичность: LD50 (мг/кг) для мышей 15 при внутривенном и 38 при оральном введении, для крыс, соответственно — 42 и 129.
Иботеновая кислота хорошо проникает через гематоэнцефалический барьер и оказывает галлюциногенное действие. Через 1 час после приёма 50—90 мг препарата наблюдается истерия, эйфория, галлюцинации, сонливость, депрессия, атаксия, ощущение большой, всемогущей силы, недостаток мышечной координации, конвульсии. Действие длится в течение 3—4 часов с остаточными проявлениями в течение 10 ч, в некоторых случаях и на следующий день. Могут поражаться моторные системы и возникать длительные припадки, напоминающие эпилептические. Похмельный синдром после употребления иботеновой кислоты отсутствует.
Психоактивный эффект объясняют действием иботеновой кислоты как неселективного агониста глутаматных NMDA-рецепторов нейронов гиппокампа, что приводит к возбуждению нервных клеток и увеличению в них уровня ионов кальция, при этом одновременно подавляется глутаматная передача. Иботеновая кислота не удаляется из области рецептора при помощи системы активного захвата, имеющейся для ГАМК и глутамата. Считается, что иботеновая кислота, как и мусцимол, влияют на содержание моноаминов (норадреналина, серотонина и дофамина) в мозгу в той же степени, что и ЛСД, однако такое действие, по-видимому, является не прямым, а опосредуется ГАМК-эргической системой мозга. Психоактивное действие иботеновой кислоты аналогично действию мусцимола, но в 10 раз слабее. 
С действием иботеновой кислоты на NMDA-рецепторы связывают и её нейротоксическую активность. При активации NMDA-рецепторов происходит выработка токсичного моноксида азота при помощи Са-зависимой NO-синтазы, что вызывает гибель клеток и разрушение мозговой ткани.